# 桂花輪盾介殼蟲
桂花輪盾介殼蟲（学名：Aulacaspis maesae）为盾介殼蟲科輪盾介殼蟲屬下的一个种。